# Razia (ca sĩ)
Razia (sinh ngày 1 tháng 12 năm 1959, Antalaha, Madagascar) Razia Said, là một ca sĩ-nhạc sĩ từ một thị trấn nhỏ ở Madagascar đã có một hành trình dài để tạo ra âm thanh của mình. Nghệ sĩ, người thu âm cho nhãn hiệu âm nhạc thế giới Cumbancha, là một nhà hoạt động và một nhạc sĩ trên một hành trình. "Wake Up Madagascar".

## Danh sách đĩa hát
- Magical (2006)
- Zebu Nation (2010)
- Akory (2015)
- The Road (2018)